# Dromiskin
Dromiskin (irisch Droim Ineasclainn) ist eine kleine Stadt im County Louth im Nordosten der Republik Irland. Ihre Gründung geht auf eine frühchristliche Klosteranlage zurück.

## Einwohnerentwicklung
Die Zahl der Einwohner nahm in den letzten 30 Jahren stark zu.
| 1991 | 1996 | 2001 | 2006 | 2011 | 2016 | 2022 |
| ---- | ---- | ---- | ---- | ---- | ---- | ---- |
| 443  | 629  | 949  | 992  | 1115 | 1195 | 1292 |

## Lage und Transport
Dromiskin liegt 1,5 km von der Küste der Irischen See entfernt. Der nächste große Ort ist Dundalk knapp 10 km nördlich.
Die Autobahn M1 von Dublin über Dundalk nach Belfast führt westlich der Stadt vorbei; ebenfalls verläuft dort die Bahnlinie von Dublin nach Belfast. Es gibt aber keinen Bahnhof.
Die staatliche Buslinie Bus Éireann hält mit der Verbindung 168 von Drogheda nach Dundalk in jede Richtung circa alle zwei Stunden.

## Sehenswürdigkeiten
Von der frühen Klosteranlage sind noch einige Überreste erhalten:
- ein Rundturm mit einer Irisch-Romanischen Türöffnung, der (nach Umbauten) ungewöhnlich niedrig ist[3]
- ein Hochkreuz, von dessen ursprünglichen Teilen nur die Arme und der Ring übriggeblieben sind[4]
- die Ostwand einer Kirche mit später (im 15. oder 16. Jahrhundert) eingefügten Fenstern[5]

dazu kommt noch
- die gut erhaltene Ruine der Kirche der Church of Ireland aus den 1820er Jahren[6]